# Courteilles
Pour les articles homonymes, voir Courteille.
Courteilles est une commune française située dans le département de l'Eure en région Normandie.

## Géographie

### Localisation
Courteilles se situe dans le Sud du département de l'Eure.
Cette commune est proche de la nationale 12, et à environ 100 kilomètres de Paris.
| Bâlines                                                     | Piseux      | Tillières-sur-Avre               |
| Verneuil d'Avre et d'Iton (comm. dél. de Verneuil-sur-Avre) | Courteilles |                                  |
| Rueil-la-Gadelière (Eure-et-Loir)                           |             | Montigny-sur-Avre (Eure-et-Loir) |

### Hydrographie
La commune est située dans le bassin Seine-Normandie. Elle est drainée par l'Avre, le ruisseau du Buternay et divers autres petits cours d'eau,.
L'Avre, d'une longueur de 80 km, prend sa source dans la commune de Tourouvre au Perche et se jette  dans l'Eure en limite de Montreuil et de Saint-Georges-Motel, après avoir traversé 29 communes.
Le ruisseau du Buternay, d'une longueur de 24 km, prend sa source dans la commune de La Ferté-Vidame et se jette  dans l'Avre à Montigny-sur-Avre, après avoir traversé neuf communes.

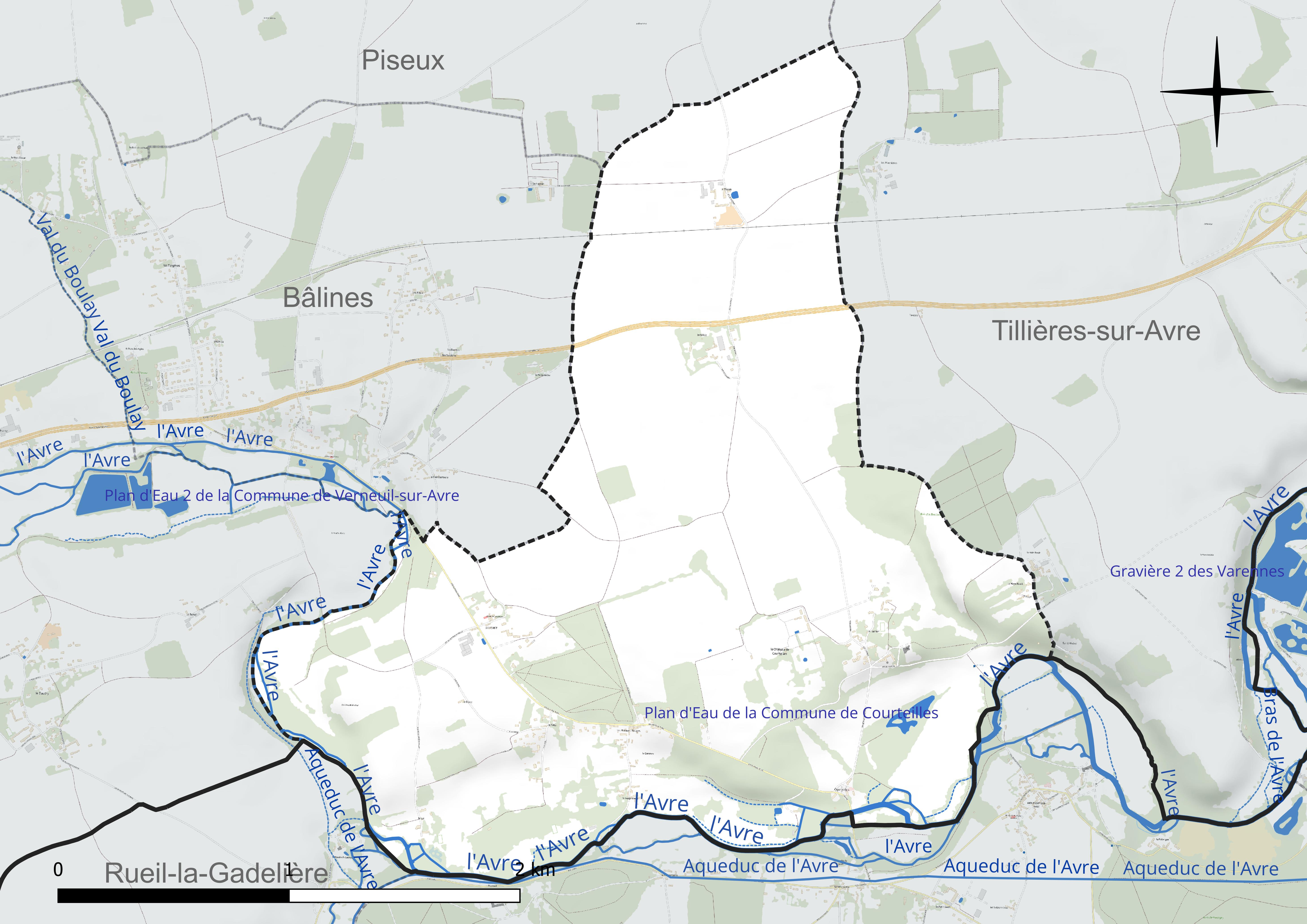
Réseau hydrographique de Courteilles.

Un plan d'eau complète le réseau hydrographique : le plan d'eau de la commune de Courteilles (1,1 ha),.

### Climat
Pour des articles plus généraux, voir Climat de la Normandie et Climat de l'Eure.
En 2010, le climat de la commune est de type climat océanique dégradé des plaines du Centre et du Nord, selon une étude du CNRS s'appuyant sur une série de données couvrant la période 1971-2000. En 2020, Météo-France publie une typologie des climats de la France métropolitaine dans laquelle la commune est dans une zone de transition entre le climat océanique et le climat océanique altéré et est dans la région climatique  Sud-ouest du bassin Parisien, caractérisée par une faible pluviométrie, notamment au printemps (120 à 150 mm) et un hiver froid (3,5 °C). Parallèlement le GIEC normand, un groupe régional d’experts sur le climat, différencie quant à lui, dans une étude de 2020, trois grands types de climats pour la région Normandie, nuancés à une échelle plus fine par les facteurs géographiques locaux. La commune est, selon ce zonage, exposée à un « climat des plateaux abrités », correspondant aux plaines agricoles de l’Eure, avec une pluviométrie beaucoup plus faible que dans la plaine de Caen en raison du double effet d’abri provoqué par les collines du Bocage normand et par celles qui s’étendent sur un axe du Pays d'Auge au Perche.
Pour la période 1971-2000, la température annuelle moyenne est de 10,4 °C, avec  une amplitude thermique annuelle de 14,3 °C. Le cumul annuel moyen de précipitations est de 665 mm, avec 11,2 jours de précipitations en janvier et 8,1 jours en juillet. Pour la période 1991-2020, la température moyenne annuelle observée sur la station météorologique la plus proche, située sur la commune de Piseux à 4 km à vol d'oiseau, est de 11,3 °C et le cumul annuel moyen de précipitations est de 676,7 mm,. Pour l'avenir, les paramètres climatiques de la commune estimés pour 2050 selon différents scénarios d’émission de gaz à effet de serre sont consultables sur un site dédié publié par Météo-France en novembre 2022.

## Urbanisme

### Typologie
Au 1er janvier 2024, Courteilles est catégorisée commune rurale à habitat très dispersé, selon la nouvelle grille communale de densité à 7 niveaux définie par l'Insee en 2022.
Elle est située hors unité urbaine. Par ailleurs la commune fait partie de l'aire d'attraction de Verneuil d'Avre et d'Iton, dont elle est une commune de la couronne,. Cette aire, qui regroupe 24 communes, est catégorisée dans les aires de moins de 50 000 habitants,.

### Occupation des sols
L'occupation des sols de la commune, telle qu'elle ressort de la base de données européenne d’occupation biophysique des sols Corine Land Cover (CLC), est marquée par l'importance des territoires agricoles (81,8 % en 2018), une proportion identique à celle de 1990 (81,8 %). La répartition détaillée en 2018 est la suivante : 
terres arables (60,1 %), forêts (18,2 %), zones agricoles hétérogènes (14,8 %), prairies (6,9 %). L'évolution de l’occupation des sols de la commune et de ses infrastructures peut être observée sur les différentes représentations cartographiques du territoire : la carte de Cassini (XVIIIe siècle), la carte d'état-major (1820-1866) et les cartes ou photos aériennes de l'IGN pour la période actuelle (1950 à aujourd'hui).

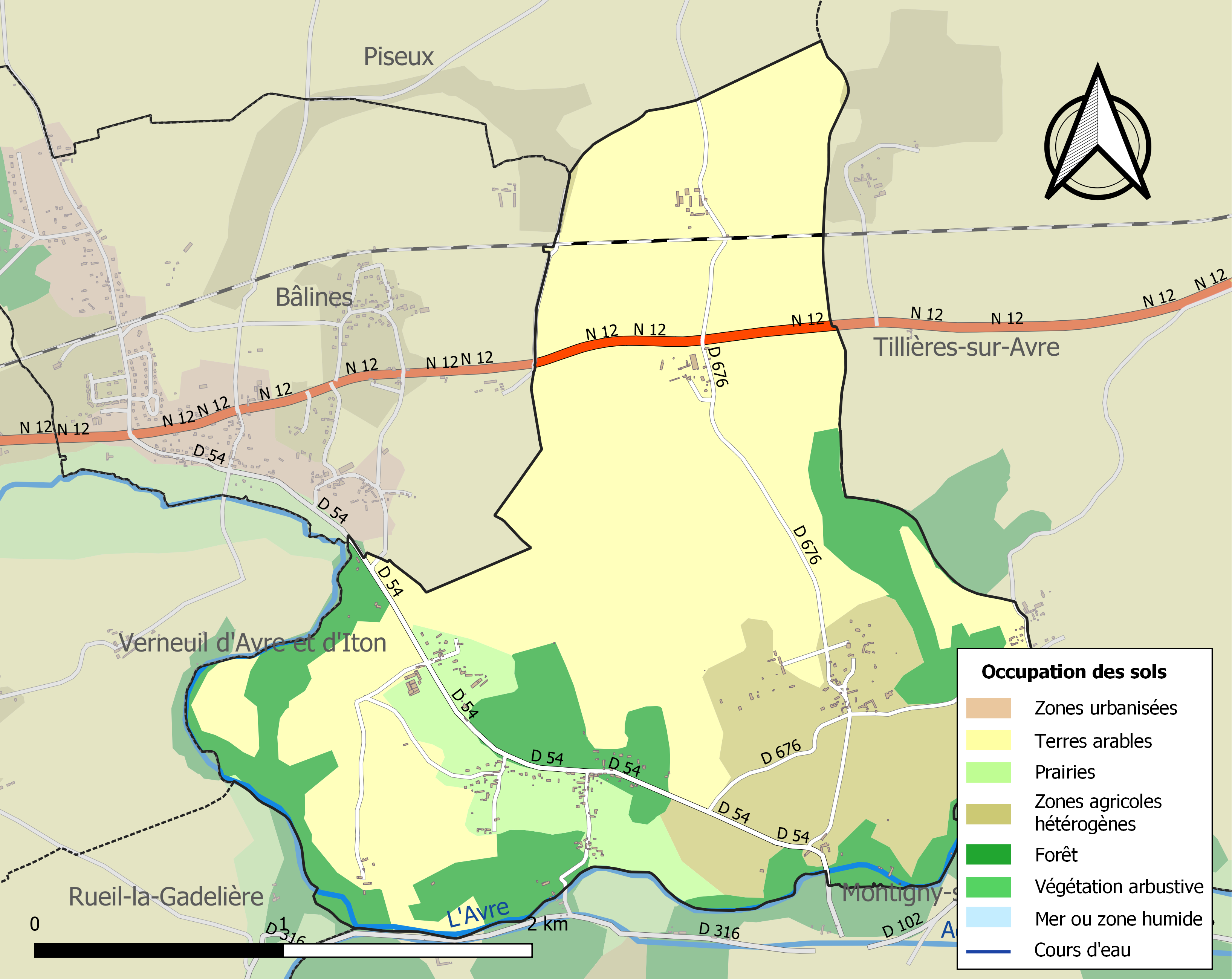
Carte des infrastructures et de l'occupation des sols de la commune en 2018 (CLC).

## Toponymie
Le nom de la localité est attesté sous les formes Curcelliæ (charte de Geoffroy de Bérou) et Curcelliee en 1093, Curtellæ en 1107 (cartulaire de Saint-Père de Chartres), Cortelium, 1124 (charte de Sainte-Gunburge), Corteliæ en 1255 (cartulaire du Désert), Corteilles en 1282 (cartulaire du chapitre d’Évreux), Courteilles-sur-Avre en 1828 (L. Dubois).
Courteilles vient de Curticellœ : « petites cours, réunion de petites enceintes closes ».
Ce toponyme provient de l'agglutination du bas latin cortem et du suffixe ilia qui signifie : le « domaine ».

## Histoire
Courteilles est d'origine romaine.
En 1169, Henri II Plantagenêt fortifie la frontière sud de la Normandie, l'une des plus menacées : sur les bords de l'Avre, il bâtit des forts à Verneuil, Courteilles, Tillières, Nonancourt. Le château est mentionné dès la fin du XIIe siècle. Au XVIe siècle, le fief est érigé en marquisat. Dans les années 1750, le marquis Jacques-Dominique de Barberie de Courteilles entreprend la construction d'un beau château. Barberie de Courteilles est ambassadeur, intendant des finances puis membre du Conseil royal des Finances ; il est aussi gouverneur de Verneuil sur Avre et à ce titre obtient le droit de réutiliser les matériaux des anciennes
fortifications de la ville. L'architecte est Antoine Matthieu Le Carpentier. 

Les vestiges de ce château sont inscrits aux Monuments historiques.

## Politique et administration

### Liste des maires
| Période                                  | Période  | Identité         | Étiquette | Qualité |
| ---------------------------------------- | -------- | ---------------- | --------- | ------- |
| Les données manquantes sont à compléter. |          |                  |           |         |
| ?                                        | En cours | Philippe Leblanc | SE        | Employé |

## Population et société

### Démographie
L'évolution du nombre d'habitants est connue à travers les recensements de la population effectués dans la commune depuis 1793. Pour les communes de moins de 10 000 habitants, une enquête de recensement portant sur toute la population est réalisée tous les cinq ans, les populations de référence des années intermédiaires étant quant à elles estimées par interpolation ou extrapolation. Pour la commune, le premier recensement exhaustif entrant dans le cadre du nouveau dispositif a été réalisé en 2005.

En 2022, la commune comptait 177 habitants, en évolution de +20,41 % par rapport à 2016 (Eure : −0,25 %, France hors Mayotte : +2,11 %).
| 1793 | 1800 | 1806 | 1821 | 1831 | 1836 | 1841 | 1846 | 1851 |
| ---- | ---- | ---- | ---- | ---- | ---- | ---- | ---- | ---- |
| 366  | 384  | 414  | 390  | 434  | 369  | 380  | 366  | 345  |

| 1856 | 1861 | 1866 | 1872 | 1876 | 1881 | 1886 | 1891 | 1896 |
| ---- | ---- | ---- | ---- | ---- | ---- | ---- | ---- | ---- |
| 328  | 302  | 330  | 334  | 290  | 332  | 308  | 296  | 280  |

| 1901 | 1906 | 1911 | 1921 | 1926 | 1931 | 1936 | 1946 | 1954 |
| ---- | ---- | ---- | ---- | ---- | ---- | ---- | ---- | ---- |
| 290  | 284  | 224  | 213  | 221  | 208  | 205  | 304  | 200  |

| 1962 | 1968 | 1975 | 1982 | 1990 | 1999 | 2005 | 2006 | 2010 |
| ---- | ---- | ---- | ---- | ---- | ---- | ---- | ---- | ---- |
| 165  | 139  | 156  | 164  | 155  | 165  | 158  | 156  | 144  |

| 2015 | 2020 | 2022 | - | - | - | - | - | - |
| ---- | ---- | ---- | - | - | - | - | - | - |
| 149  | 162  | 177  | - | - | - | - | - | - |

## Culture locale et patrimoine

### Lieux et monuments
La commune possède deux châteaux :
- le château de Courteilles[23] (seconde moitié du XVIIIe siècle, détruit en 1849), route départementale 676, inscrit au titre des monuments historiques  Inscrit MH (1976, Escalier menant à la terrasse ; orangerie ; fabriques subsistantes du parc), l'architecte étant Antoine Matthieu Le Carpentier. Il en subsiste les fabriques de jardin telles que petit temple, tunnel de rochers, pavillon Richelieu, tour gothique[24]. Il connut trois occupants : Jean-Dominique de Barberie, marquis de Courteilles ; son gendre le comte de Rochechouart (1744-1791) ; puis le duc de Richelieu. On doit au lithographe Constant Bourgeois trois gravures pour l'ouvrage consacré au château en 1808 et rédigé par Alexandre de Laborde.[réf. nécessaire]
- le château du Jarrier[29], du nom du lieu-dit (XIXe siècle, soit 1880-1884), inscrit au titre des monuments historiques  Inscrit MH (1996, Château, y compris la terrasse ; façades et toiture)[30]. Ce château a été édifié en quatre ans par et pour Georges Salet[Lequel ?], avec le concours d'Alfred Mennié[Qui ?], dans un style néo-gothique pour l'architecture extérieure.[réf. nécessaire]
- Église Saint-Hilaire.

### Personnalités liées à la commune
- Louise-Marie de Lanternât (1663-1730), poétesse et historienne.